# Використання армією США боєприпасів із збідненим ураном
Армія США застосовувала боєприпаси з збідненим ураном під час різних бойових дій. Їх використання найчастіше відбувалося як 30-мм боєприпасів до авіагармати GAU-8 Avenger ВПС, трохи рідше — як 25-мм боєприпаси до гармати M242 ВС і КМП. Основною причиною використання боєприпасів з збідненим ураном вважають вироблені ними понаднормові руйнування, а також гарну горючість, що забезпечує високу бронебійну дію.
Боєприпаси з збідненим ураном не визнаються хімічною зброєю міжнародними організаціями, яке застосування ніяк не регулюється і не заборонено.

## Наслідки
Уран токсичний, проте в збідненому вигляді набагато менш небезпечний за ртуть та миш'як. Основною проблемою збідненого урану вважається вдихання його пилу, що утворився при руйнуванні снарядів. В результаті удару або вибуху формується оксид урану, здатний теоретично забруднити місцевість або потрапити всередину дихальних шляхів людини, через що виникає ризик виникнення загрози наслідків для здоров'я.
Основною загрозою від урану вважається токсичність — так, вона в мільйон разів гіпотетично небезпечніша для людини, ніж радіоактивний вплив.
Дослідження робочої групи Королівського наукового товариства з питань небезпеки здоров'я від боєприпасів з збідненим ураном дійшла висновку, що ризики для здоров'я, спричинені використанням цієї зброї, вкрай незначні.
За заявою МО США, немає жодного задокументованого випадку виникнення раку через збіднений уран, що підтверджується дослідженнями в даному питанні.
За розрахунками Всесвітньої Організації Охорони Здоров'я, гранична доза опромінення, яка може бути отримана при потраплянні в організм частинок збідненого урану, становить менше половини граничної річної дози для осіб, які працюють в умовах радіації. На думку ВООЗ, це може збільшити ризик лейкемії не більше ніж на 2 %.

## В Іраку

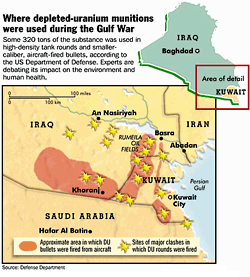
Території, на яких США застосовували боєприпаси зі збідненим ураном

Під час першої війни міжнародної коаліції проти Іраку коаліція випустила в загальній сумі близько 782.414 снарядів з збідненим ураном, більша частина з яких припадає на США. Усього було використано від 275 до 300 тонн збідненого урану.
За період Іракської війни 2003 було випущено близько 300.000 снарядів з збідненим ураном, більша частина яких припадає на США.
Дослідження, що стосується впливу збідненого урану на ветеранів війни в Іраку не виявили будь-яких проблем зі здоров'ям у них і зробили висновок, що збіднений уран не викликає проблем зі здоров'ям.
У 1999 році, за підсумками дослідження показників здоров'я учасників війни в Перській затоці, якихось значних відхилень у здоров'ї не було виявлено.
«Синдром війни в Перській затоці» за підсумками дослідження даного питання визнаний неіснуючою містифікацією.

## У Югославії

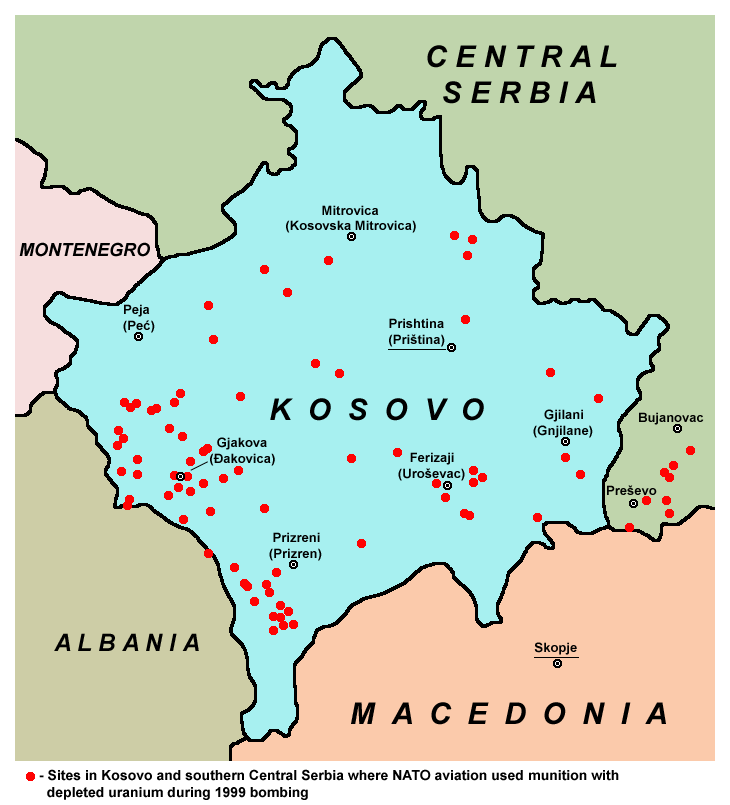
Основні місця використання боєприпасів із збідненим ураном

У ході бомбардувань в Югославії та Боснії США випустила більше 40.000 снарядів з збідненим ураном, велика частина з яких припала на Косово і Боснію.
Існували різні локальні повідомлення про наявність наслідків застосування збідненого урану. Так, BBC повідомляє про те, що неназвана організація ветеранів військових Італії має відомості про 50 загиблих і 200 хворих учасників бомбардувань, що захворіли, в Югославії та Боснії, переважно через рак на різних стадіях, проте офіційно підтверджень їх немає: у 2002 році, за даними дослідження МО Італії, військовослужбовці Італії, які брали участь в операціях, лише трохи частіше за середнє хворіють на онкологічні захворювання, що відповідає висновку ВООЗ. Схоже, дані надходили в подібних формах і від інших країн. Трохи пізніше, італійське дослідження спростувало наявність у італійських солдатів зростання захворюваності на онкологічні захворювання.
За даними розслідування ЮНЕП ООН, використання збідненого урану в Югославії ніяк не позначилося на навколишньому середовищі та/або населенні, а також учасниках бойових дій.
Італійські вчені, які досліджували питання про забруднення місцевості, підтвердили трохи підвищений вміст урану в грунті, але при цьому значення не перевищували допустимі норми, а враховуючи рівень урану серед кільчастих червів і взагалі вважається, що про забруднення грунту не може йтися.